# William Maynard Gomm

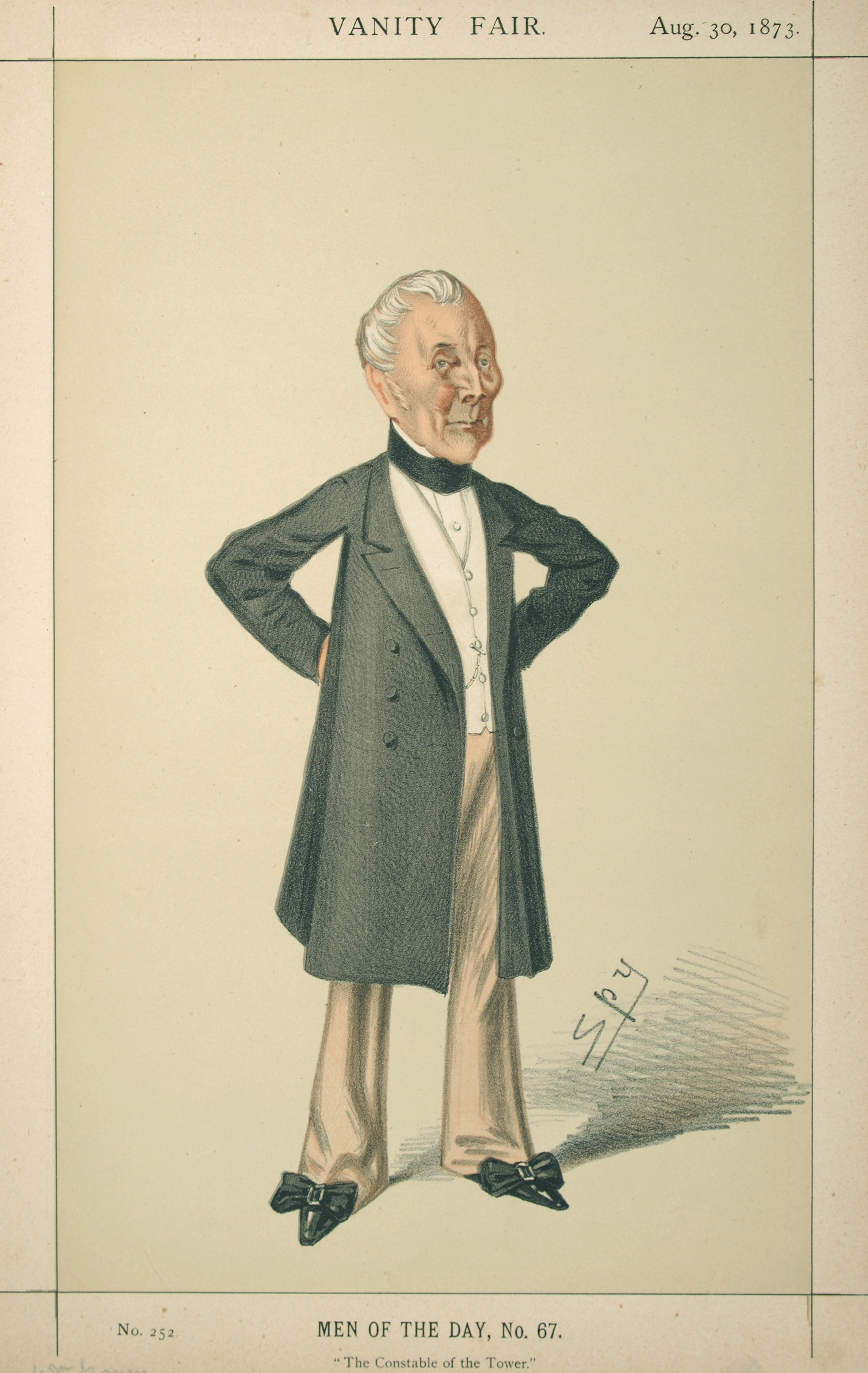
Karikatur des William Maynard Gomm in Vanity Fair, 30. August 1873

Sir William Maynard Gomm GCB (* 1784; † 15. März 1875 in Brighton) war ein britischer Feldmarschall.
Gomm trat schon 1794 in die Armee ein, nahm teil an den Expeditionen nach Den Helder (1799), nach Frankreich und Spanien unter Sir James Pulteney (1801), nach Hannover (1803), nach Stralsund und Kopenhagen (1807).
In den Jahren 1808 und 1809 wohnte er den Schlachten von Roleja, Vimeiro und A Coruña bei, dann der Expedition nach Walcheren (bekannt durch die britische Expedition von 1809 und das Bombardement von Vlissingen) und ging darauf wieder nach Spanien, wo er als Assistent des Generalquartiermeisters verwendet wurde.
Im Jahr 1815 kämpfte er in der Schlacht bei Waterloo, wurde nach dem Frieden stellvertretender Gouverneur von Jamaika und 1842 Gouverneur von Mauritius und führte 1851–53 als Nachfolger des Generals Sir Charles Napier den Oberbefehl der anglo-indischen Armee im Kriege gegen die Birmanen. 1855 kehrte er nach Europa zurück, wurde 1868 Feldmarschall und folgte 1872 George Pollock als Constable of the Tower des Tower von London nach. Er starb, 90 Jahre alt, am 15. März 1875 in Brighton.
Er war zweimal verheiratet. Seine erste Frau war Sophia Penn, die 1827 starb, und seine zweite Frau war Elizabeth Ann Kerr, die er 1830 heiratete und deren Briefe mit den Eintrittskarten für ihren am 30. September 1847 stattfindenden Kostümball in Port Louis am  21. September 1847 mit den von Joseph Osmond Barnard neu gedruckten Briefmarken Rote und Blaue Mauritius frankiert wurden. Aus beiden Ehen gab es keine Nachkommen.